# Иро Пакаринен
Иро Пакаринен (фин. Iiro Pakarinen; 25. август 1991, Суоненјоки, Финска) професионални је фински хокејаш на леду који игра на позицији десног крила (нападач).
Од сезоне 2014/15. наступа за америчку екипу ОС Баронса из Оклахома Ситија у Америчкој хокејашкој лиги (АХЛ). 
Са сениорском репрезентацијом Финске освојио је сребрну медаљу на Светском првенству 2014. у Минску.

## Каријера
Пакаринен је играчку каријеру започео у финском тиму КалПа, у којем је играо у свим узрасним категоријама, а први професионални уговор са првим тимом потписао је за сезону 2009/10. Након две сасвим солидне сезоне у финској екипи, у лето 2011. као перспективан играч одлази на НХЛ драфт, где га је као 184. пика одабрала екипа Флорида Пантерса из Мајамија. Како одмах није успео да договори све услове око играња у НХЛ лиги са тимом са драфта, остаје у СМ-лиги, у свом старом клубу за који је одиграо целу 2011/12. сезону. Након истека уговора, као слободни играч у мају 2012. потписује двогодишњи уговор са још једним финским клубом ХИФК из Хелсинкија.
Након личног рекорда у сезони 2013/14. када је на 60 одиграних утакмица имао учинак од 10 голова и 20 асистенција (укупно 30 поена), као слободан играч потписује двогодишњи уговор са екипом Едмонтон Ојлерса. Да би се прилагодио америчком стилу игре, Ојлерси су проследили Пакаринена у АХЛ лигаша ОС Баронсе. 

### Репрезентативна каријера
Након што је играо за све узрасне репрезентативне селекције, почетком 2014. дебитовао је за сениорску репрезентацију Финске на Светском првенству 2014. у Минску, где је освојио сребрну медаљу. На том турниру Пакаринен је одиграо свих 10 утакмица и постигао 3 гола. 